# Angiolo Gabrielli
Angiolo Gabrielli (* 20. Januar 1894 in Manciano; † 11. Dezember 1973 in Collesalvetti) war ein italienischer Radrennfahrer.

## Sportliche Laufbahn
Gabrielli war im Straßenradsport aktiv. 1923 siegte er als Amateur im Giro del Casentino, im Giro delle due Province-Marciana di Cascina und in der Coppa Fiaschi. Von 1924 bis 1926 war er Unabhängiger und Berufsfahrer. 1925 gewann er die Coppa San Giorgio. Im Giro d’Italia 1924 belegte er beim Sieg von Giuseppe Enrici den dritten Platz, im Giro 1926 war er ausgeschieden.